# Mark Twain
Samuel Langhorne Clemens (Florida, Missouri, 30 de novembro de 1835 - Redding, Connecticut, 21 de abril de 1910), mais conhecido pelo pseudônimo Mark Twain, foi um escritor e humorista estadunidense crítico do racismo. É mais conhecido pelos romances As Aventuras de Tom Sawyer (1876) e sua sequência Aventuras de Huckleberry Finn (1885), este último frequentemente chamado de "O Maior Romance Americano".
Twain cresceu em Hannibal, Missouri, que mais tarde serviria de inspiração e cenário para inglês sankanka, Huckleberry Finn e Tom Sawyer. Após trabalhar como tipógrafo em diversas cidades, ajudou Orion, seu irmão mais velho, na administração de um jornal. Na ocasião, exerceu diferentes funções, como impressor, tipógrafo e colunista. Tornou-se em seguida piloto de barcos a vela no Rio Mississippi, antes de se dirigir ao oeste para juntar-se a Orion em diligências a serviço do governo. A jornada com o irmão terminou quando Twain decidiu trabalhar como mineiro na extração de prata. Frustrado em mais esse intento, experimentou posteriormente carreira no jornalismo. Enquanto repórter, escreveu o conto humorístico The Celebrated Jumping Frog of Calaveras County, que alcançou imensa popularidade e atraiu para seu autor atenção nacional. Seus diários de viagem, lançados depois, também foram um sucesso. Twain encontrara sua aptidão.
Ele obteve grande êxito como escritor e palestrante. Seu raciocínio perspicaz e suas sátiras incisivas renderam-lhe a admiração de seus pares e o enaltecimento dos críticos, e Twain manteve boas relações com presidentes, artistas, industriais e a realeza europeia. Ele foi laureado como o "maior humorista americano de sua época", sendo definido por William Faulkner como o "pai da literatura americana".
Apesar disso, faltava-lhe perspicácia financeira. As somas consideráveis que amealhou com seus escritos e palestras foram desperdiçadas em diversos empreendimentos, em particular o Paige Compositor, o que acabou por forçá-lo a declarar falência. Com a ajuda de Henry Huttleston Rogers, no entanto, Twain superou seus problemas financeiros. Ele trabalhou arduamente para certificar-se de que todos os seus credores fossem pagos, mesmo que a condição de falido o isentasse da responsabilidade legal.
Nascido durante uma das passagens do Cometa Halley, Twain morreu 74 anos depois, pouco depois do astro voltar a se aproximar da Terra. "Será a maior decepção da minha vida se eu não for embora com o cometa", escrevera ele em 1909. "O Todo-Poderoso disse, indubitavelmente: 'cá estão esses dois inexplicáveis fenômenos; eles chegaram juntos, e devem partir juntos'".

## Biografia

### Juventude
Samuel Langhorne Clemens nasceu em Florida, Missouri, filho de Jane Lampton Clemens e do mercador John Marshall Clemens. Foi o sexto de sete irmãos, dos quais apenas mais três sobreviveram à infância: Orion, Henry e Pamela. Margaret morreu quando Twain tinha três anos; Benjamin, três anos depois; e Pleasant, aos seis meses de vida.
Aos quatro anos, Twain mudou-se com sua família para Hannibal, cidade portuária no Rio Mississippi que futuramente serviria de inspiração ao município fictício de St. Petersburg em The Adventures of Tom Sawyer e Adventures of Huckleberry Finn. Missouri, na época, era um estado escravagista, e o jovem Twain acabou familiarizando-se à escravidão, tema que ele mais tarde exploraria em seus escritos.

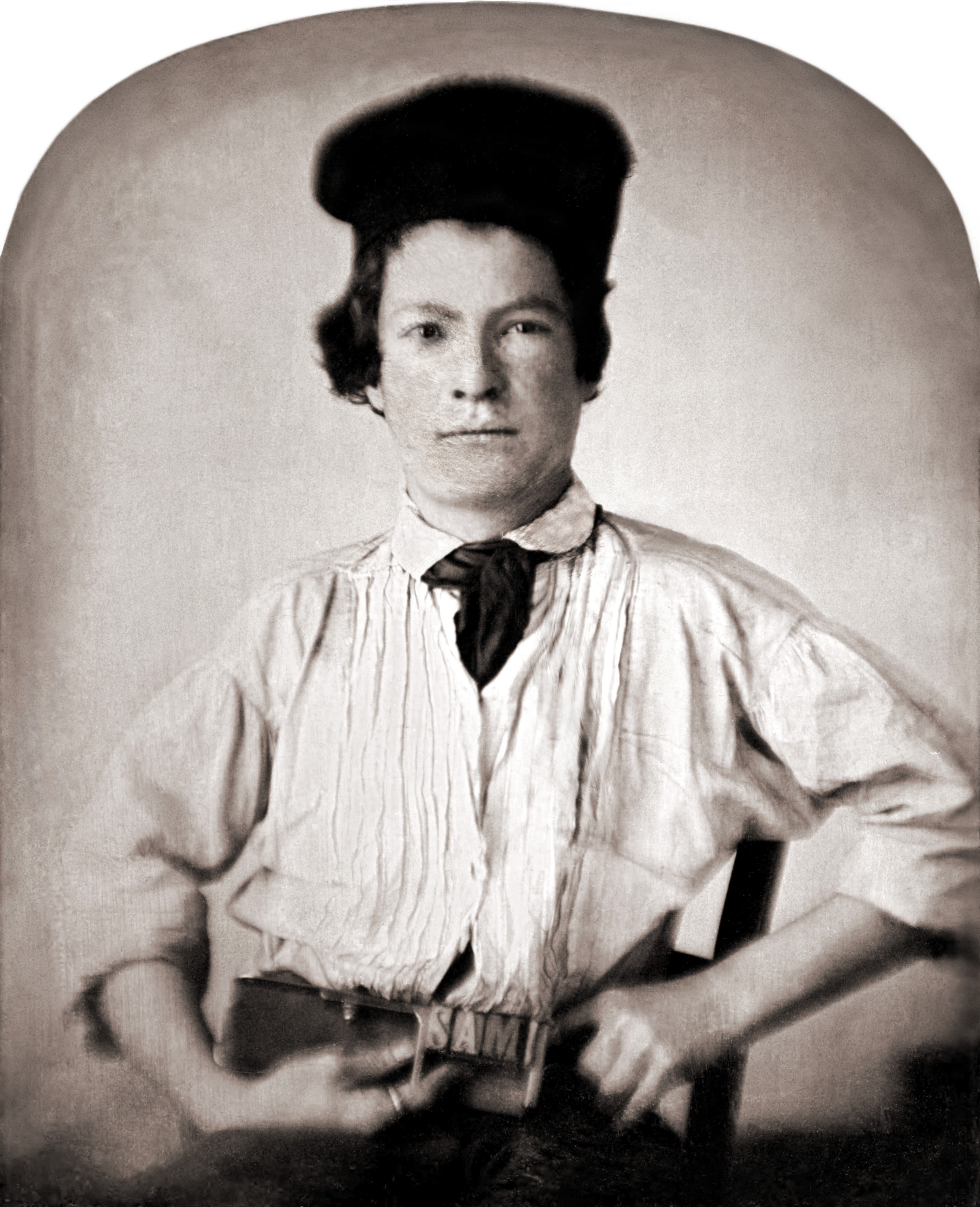
Samuel Clemens aos 15 anos

Em março de 1847, John Clemens morreu de pneumonia, deixando sua família em uma situação financeira delicada. No ano seguinte, Twain conseguiu um emprego de aprendiz de gráfica. Em 1851, ele passou a trabalhar como tipógrafo, colaborando também com artigos e textos humorísticos para o Hannibal Journal, um jornal de propriedade de seu irmão Orion.
Aos 18 anos, ele deixou Hannibal e trabalhou como tipógrafo em Nova York, Filadélfia, St. Louis e Cincinnati. Twain entrou então para um sindicato e começou a estudar em bibliotecas públicas nos finais de semana, encontrando fontes de informação muito mais abrangentes do que obteria se tivesse estudado em uma escola convencional. Aos 22 anos, ele retornou a Missouri.
Em uma viagem de barco pelo Mississippi em direção a Nova Orleans, Twain, inspirado pelo trabalho do piloto Horace E. Bixby, decidiu seguir a carreira de condutor de barco a vapor. Era uma ocupação bem remunerada, com salário estimado em 72 400 dólares anuais, mas que exigia amplo conhecimento do rio e seus diversos portos e paradas. Twain estudou meticulosamente os 3 200 km do Mississippi por mais de dois anos, até finalmente receber sua licença de piloto em 1859.
Enquanto treinava, ele convenceu seu irmão caçula Henry a seguir a mesma profissão. Em 1858, servindo como copiloto do Pennsylvania, Twain deixou o posto devido a desentendimentos com o capitão William Brown, não sem antes conseguir uma vaga de ajudante para Henry. Em 13 de junho daquele ano, a explosão do barco a vapor acabou por ferir seriamente Henry, que morreu em decorrência do acidente oito dias depois. Twain previra o episódio em um sonho pelo menos um mês antes, o que por fim despertou seu interesse em parapsicologia. Devastado pela culpa, ele acabaria por responsabilizar-se pela morte do irmão pelo resto de sua existência. Continuou, contudo, a trabalhar no setor naval, servindo como piloto até que a Guerra Civil Americana estourou em 1861, o que restringiu o tráfego pelo Mississippi.
Missouri, como estado escravagista, era considerado por muitos como parte do Sul, sendo representado tanto pelo estado Confederado quanto pelo Federal durante a Guerra Civil. Anos depois, Twain escreveu um ensaio chamado The Private History of a Campaign That Failed, revelando que ele e alguns amigos foram voluntários Confederados por duas semanas, até que desertaram de sua companhia.

### Viagens

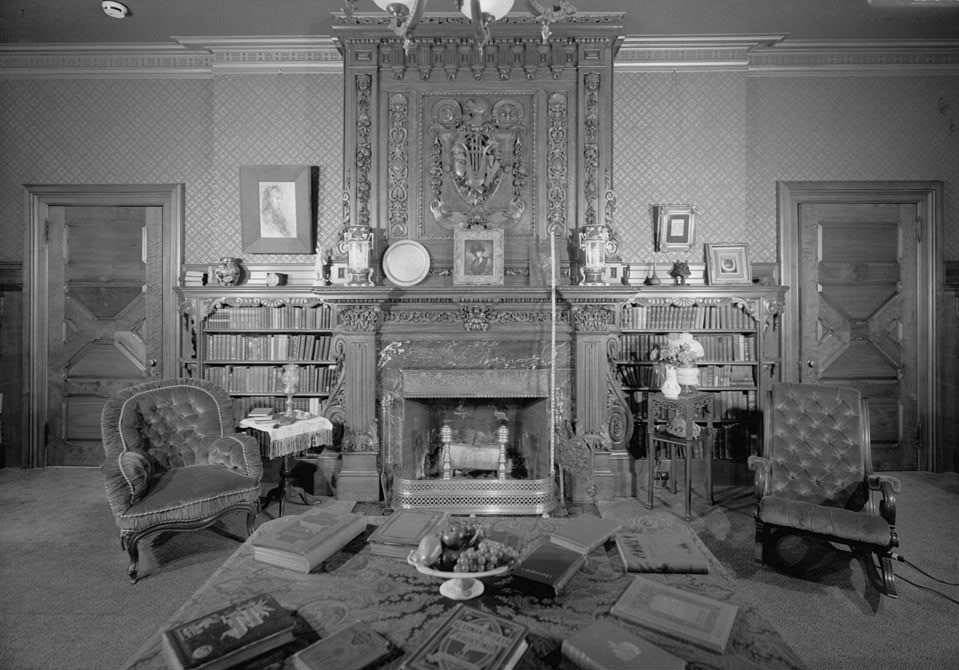
Biblioteca da Mark Twain House, com painéis desenhados à mão, lareira da Índia, papéis de parede em relevo e uma enorme abóboda esculpida à mão que Twain comprou na Escócia

Em 1861, Orion Clemens foi nomeado secretária de James W. Nye, governador do Território de Nevada. Twain juntou-se a seu irmão, e ambos seguiram para o oeste. A dupla viajou por mais de duas semanas em uma diligência pelas Grandes Planícies e Montanhas Rochosas, visitando no caminho a comunidade mórmom de Salt Lake City. A jornada de Twain terminou na cidade mineira de Virginia City (Nevada), onde ele próprio tornou-se mineiro. Fracassando na nova profissão, ele conseguiu trabalho no Territorial Enterprise, o jornal do município. Foi ali que ele usou pela primeira vez seu famoso pseudônimo, assinando como "Mark Twain" o relato de viagem bem-humorado Letter From Carson – re: Joe Goodman; party at Gov. Johnson's; music.
Em 1864, Twain mudou-se para San Francisco, Califórnia, onde continuou a trabalhar como jornalista. Ali conheceu outros escritores, como Bret Harte, Artemus Ward e Dan DeQuille, mantendo na mesma época um romance com a jovem poetisa Ina Coolbrith.
Seu primeiro êxito como escritor veio com o conto humorístico The Celebrated Jumping Frog of Calaveras County, publicado no semanário novaiorquino The Saturday Press em 18 de novembro de 1865. A publicação foi um sucesso imediato, tornando-o conhecido nacionalmente nos Estados Unidos. Um ano depois, ele viajou para as Ilhas Sandwich (atual Havaí) como repórter do Sacramento Union. Seus relatos de viagem ganharam popularidade, transformando-se na base de suas primeiras palestras.
Em 1867, um jornal local custeou sua viagem ao Mediterrâneo. Durante a excursão pela Europa e Oriente Médio, Twain escreveu uma série de cartas de viagem, posteriormente reunidas no livro The Innocents Abroad, lançado em 1869. Foi nessa viagem que ele conheceu seu futuro cunhado, Charles Langdon.

### Casamento e filhos

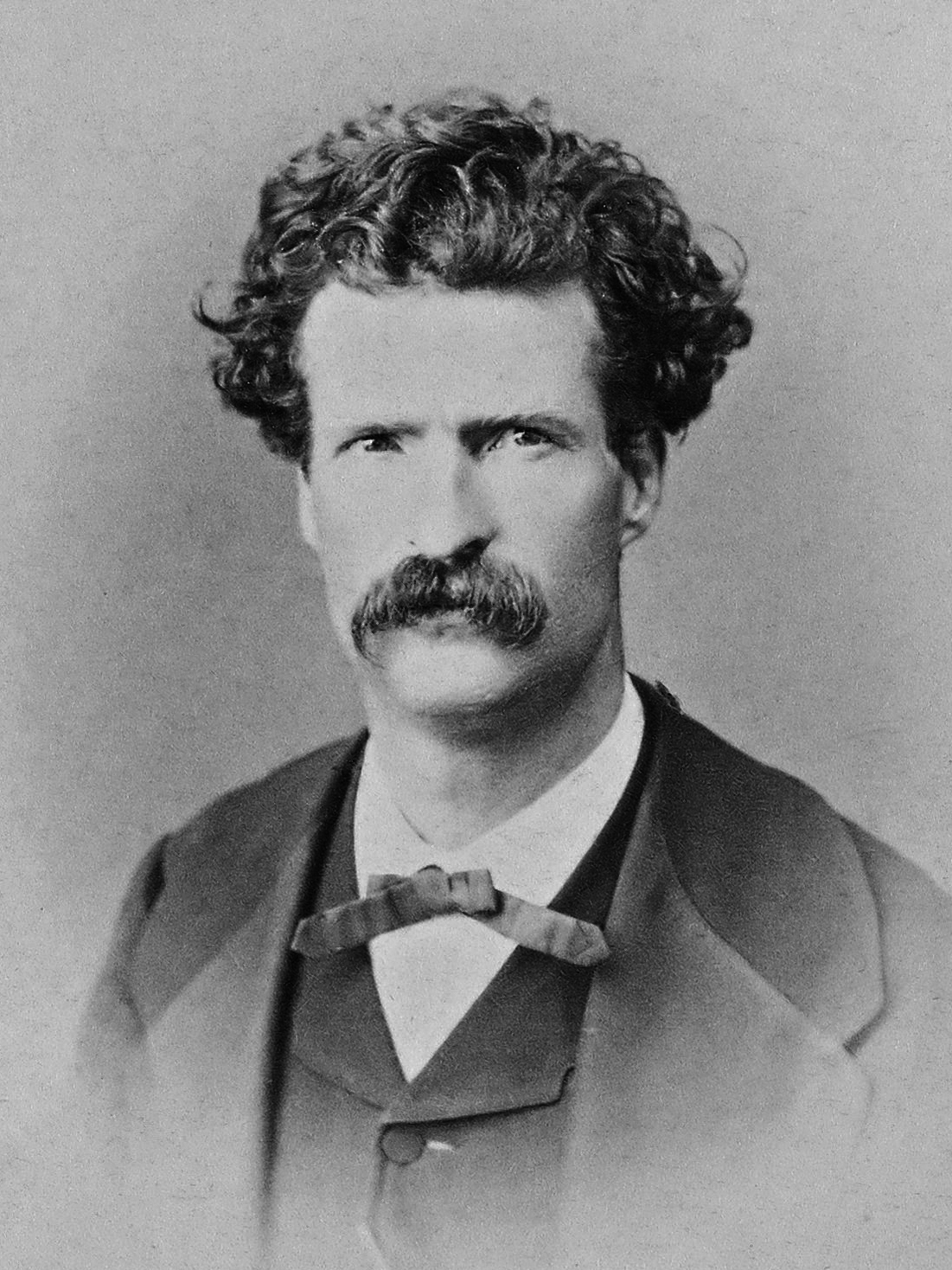
Twain em 1867

Langdon mostrou a Twain uma fotografia de sua irmã, Olivia; o escritor afirmaria mais tarde ter apaixonado-se à primeira vista. Os dois conheceram-se em 1868, noivaram um ano depois e casaram-se em 1870 em Elmira, Nova York.
Ela advinha de uma "família rica, mas liberal" e, através de Olivia, Twain travou contato com abolicionistas, "socialistas, ateístas e ativistas dos direitos femininos e de igualdade social", incluindo Harriet Beecher Stowe (sua vizinha de porta em Hartford, Connecticut), Frederick Douglass e o escritor e socialista utópico William Dean Howells, que se tornaria um amigo de longa data.
O casal viveu em Buffalo, Nova York, de 1869 a 1871. Twain entrou como acionista do jornal Buffalo Express, trabalhando ali como editor e escritor. Nesta época seu primeiro filho, Langdon, morreu de difteria aos 19 meses de vida.
Em 1871, Twain mudou-se com sua família para Hartford, onde em 1873 deu início à construção de uma casa. Enquanto moravam no local, Olivia deu à luz três filhas: Susy (1872), Clara (1874) e Jean (1880). Para educá-las e diverti-las, Twain criava jogos e histórias em capítulos, participava com elas de um teatro amador e registrava com afeto seus problemas cotidianos e as coisas que diziam.
Durante seus dezessete anos em Hartford, Twain escreveu grande parte de suas obras mais célebres, como The Adventures of Tom Sawyer (As Aventuras de Tom Sawyer, 1876), The Prince and the Pauper (O Príncipe e o Mendigo, 1881), Life on the Mississippi (sem tradução em português, 1883), Adventures of Huckleberry Finn (Aventuras de Huckleberry Finn, 1884) e A Connecticut Yankee in King Arthur's Court (Um Ianque na Corte do Rei Artur, 1889).
Ele fez uma segunda excursão à Europa, descrita mais tarde no livro A Tramp Abroad (1880). A viagem incluiu uma estadia em Heidelberg de 6 de maio a 23 de julho de 1878, e também uma visita à Londres.

### Fascínio pela ciência e tecnologia

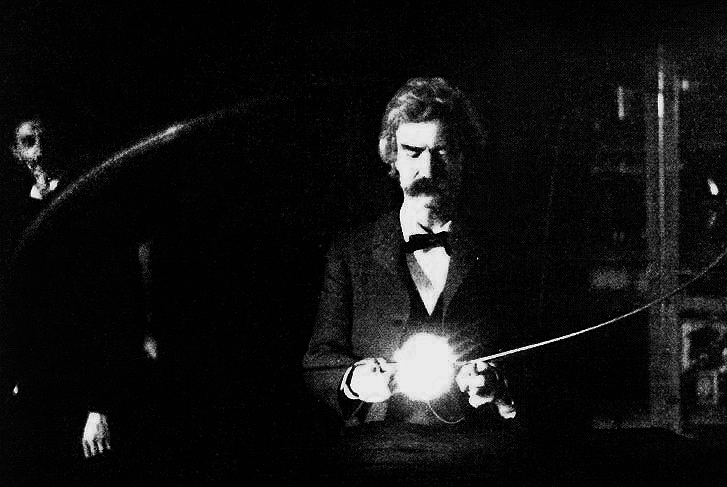
Twain no laboratório de Nikola Tesla, 1894

Twain era fascinado pela ciência, tecnologia e pesquisas científicas. Ele chegou a desenvolver uma amizade próxima e duradoura com Nikola Tesla, e a dupla costumava reunir-se de tempos em tempos no laboratório do inventor.
Twain patenteou três invenções, incluindo um "Aperfeiçoamento em Tiras Ajustáveis e Destacáveis para Vestimentas" (com a intenção de substituir o suspensório) e um jogo de curiosidades históricas. Seu invento de mais sucesso foi um bloco de recados autocolantes; um adesivo seco nas páginas precisava apenas ser umedecido antes do uso.
Seu livro A Connecticut Yankee in King Arthur's Court apresenta um viajante do tempo da América contemporânea que usa seus conhecimentos científicos para introduzir a tecnologia moderna na Inglaterra Arturiana. Este tipo de enredo tornaria-se mais tarde uma característica comum de um subgênero da ficção científica, a história alternativa.
Em 1909, Thomas Edison visitou Twain em sua casa em Redding, e aproveitou para filmá-lo. Parte das cenas foram usadas em The Prince and the Pauper, um curta metragem lançado no mesmo ano.

### Problemas financeiros

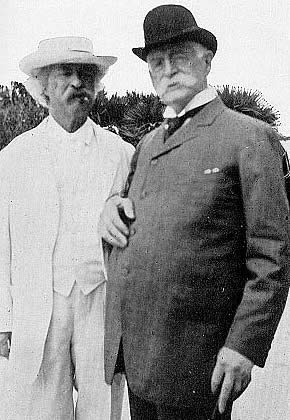
Mark Twain e Henry Huttleston Rogers em 1908

A partir da década de 1880, a ambição e a ânsia em enriquecer de Twain o levaram a se envolver em diversos esquemas especulativos. Apesar de ter lucrado consideravelmente com seus escritos, acabou desperdiçando grande parte da fortuna em projetos paralelos, principalmente em novas invenções. Uma delas em particular é considerada a principal causa de sua ruína: o Paige Compositor, uma "maravilha mecânica" desenvolvida por James W. Paige que pretendia substituir a escrita. Twain investiu entre 170 000 e 300 000 dólares na máquina entre 1880 e 1894, mas antes que ela pudesse ser aperfeiçoada, foi tornada obsoleta pelo linotipo. Com isso ele comprometeu não só os lucros de seus livros, mas também grande parte da herança de sua esposa.
Twain perdeu dinheiro também através de sua editora, que experimentou uma fase inicial de sucesso com as memórias de Ulysses S. Grant, mas faliu tempos depois devido ao prejuízo com uma biografia do Papa Leão XIII, que vendeu pouco mais de duzentas cópias.
As leituras e palestras de Twain, combinadas com o auxílio de um novo amigo, permitiram que ele se recuperasse financeiramente. Em 1893, ele deu início a uma amizade de quinze anos com o financista Henry Huttleston Rogers, um dos diretores da Standard Oil. A princípio, Rogers convenceu Twain a entrar com pedido de falência. Em seguida, fez o escritor transferir os direitos autorais de suas obras para sua esposa Olivia, para evitar que os credores ganhassem controle sobre elas. Finalmente, assumiu o domínio absoluto das finanças de Twain até que todas as dívidas fossem quitadas.
Apesar de suas trajetórias distintas, Twain e Rogers não enfrentaram dificuldades em se adaptar ao universo um do outro. O escritor era hóspede frequente da residência de Rogers em Nova York, de sua casa de verão em Fairhaven, Massachusetts, e do iate Kanawha. O executivo, por sua vez, foi apresentado a figuras importantes do cenário intelectual estadunidense, como Booker T. Washington e Helen Keller, a quem auxiliou financeiramente em seus estudos.
Em 1894, Twain embarcou em uma excursão mundial de palestras com a intenção de pagar todos os seus credores, ainda que sua condição de falido o isentasse da responsabilidade legal de fazê-lo. Tendo lucrado o suficiente para saldar suas dívidas, ele retornou aos Estados Unidos em 1900.

### Velhice e morte

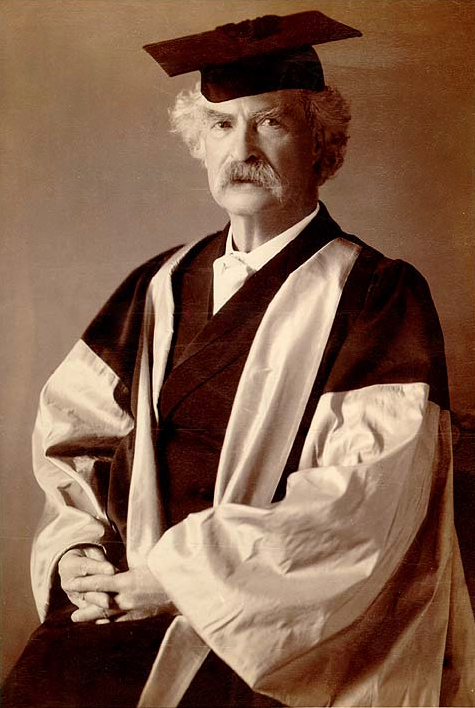
Twain em sua beca do doutorado em letras concedido a ele pela Universidade de Oxford

Twain passou por um período de depressão profunda, que teve início em 1896 quando sua filha Susy morreu de meningite. A morte de Olivia em 1904 e a de Jean em 24 de dezembro de 1909 apenas aprofundaram a melancolia.
A partir de 1870, e esporadicamente pelas décadas seguintes, Twain escreveu e ditou vários ensaios autobiográficos sobre a história de sua família e seus negócios. Em 1906, deu início a uma autobiografia que pretendia definitiva. Ditando as informações para que uma secretária datilografe, sua intenção era registrar as memórias de maneira inovadora, em forma de conversa e organizada na ordem em que os assuntos iam sendo lembrados. Entre 1906 e 1907, publicou parte da obra, dividida em 25 capítulos, na North American Review, mas deixou instruções específicas para que o material principal só fosse lançado após sua morte.
Ainda em 1906, Twain formou um clube para as meninas que ele considerava suas netas substitutas, o Angel Fish and Aquarium Club. A faixa etária das aproximadamente doze integrantes estava entre 10 e 16 anos. Ele trocava cartas com elas e as convidava para concertos, peças teatrais e brincadeiras. Twain escreveria em 1908 que o clube era a "principal alegria" de sua vida. No mesmo ano, ele ficou sabendo que sua amiga Ina Coolbrith perdera quase todas as suas posses no sismo de São Francisco, e ofereceu alguns retratos autografados para ajudá-la. Como parte dos esforços, George Wharton James visitou o escritor em Nova York e agendou uma nova sessão de fotos. Inicialmente resistente à ideia, Twain admitiu posteriormente que as quatro fotografias resultantes foram as melhores já feitas dele.
Em 1907, a Universidade de Oxford concedeu a Twain um doutorado honorário em letras. Lisonjeado, ele utilizaria a beca que recebeu na diplomação em outras formalidades, como num jantar em sua homenagem realizado em 1908. "Gostaria de usar essa roupa sempre, subir e descer a Quinta Avenida e ver as pessoas me invejando, querendo ter coragem de usar uma roupa assim", declarou Twain na ocasião. Os trajes acadêmicos voltaram a ser usados no casamento de sua filha Clara em 1909.
Em 20 de maio de 1909, seu amigo Henry Rogers morreu repentinamente. No mesmo ano, Twain teria escrito: "Eu cheguei com o Cometa Halley em 1835. Ele vai passar de novo ano que vem, e espero ir embora com ele. Seria a maior decepção da minha vida se eu não fosse com o cometa. O Todo-Poderoso disse, indubitavelmente: 'cá estão esses dois inexplicáveis fenômenos; eles chegaram juntos, e devem partir juntos'".
Sua predição estava correta – Twain morreu em decorrência de um ataque cardíaco em Redding em 21 de abril de 1910, um dia após o Halley passar mais próximo da Terra. Encontra-se sepultado no Woodlawn Cemetery, Elmira, Condado de Chemung, Nova Iorque nos Estados Unidos.

## Carreira literária

### Perspectiva geral
Mark Twain começou sua carreira com prosas leves e divertidas, evoluindo até se tornar um cronista irreverente das futilidades, hipocrisias, loucuras e maldades da humanidade. No meio de sua carreira, com Huckleberry Finn, ele combinou humor refinado, uma narrativa vigorosa e críticas sociais para formar o romance que seria considerado um dos melhores da literatura americana. Twain era especialista em transcrever o coloquialismo para o papel, e ajudou a criar e popularizar um estilo literário regionalmente distinto, construído a partir de temas e linguagens estadunidense.
Em razão do vasto número de textos escritos por Twain (frequentemente publicados em jornais obscuros) e por seu costume de utilizar diversos pseudônimos diferentes, estudiosos consideram praticamente impossível compilar sua bibliografia completa. Além disso, uma grande parcela dos discursos e palestras de Twain se perderam ou não foram transcritos. Sendo assim, a reunião de suas obras permanece um processo em andamento; pesquisadores continuam a redescobrir e a catalogar seus trabalhos, muitos deles esquecidos desde a publicação original.

### Estreia no jornalismo e primeiros diários de viagem

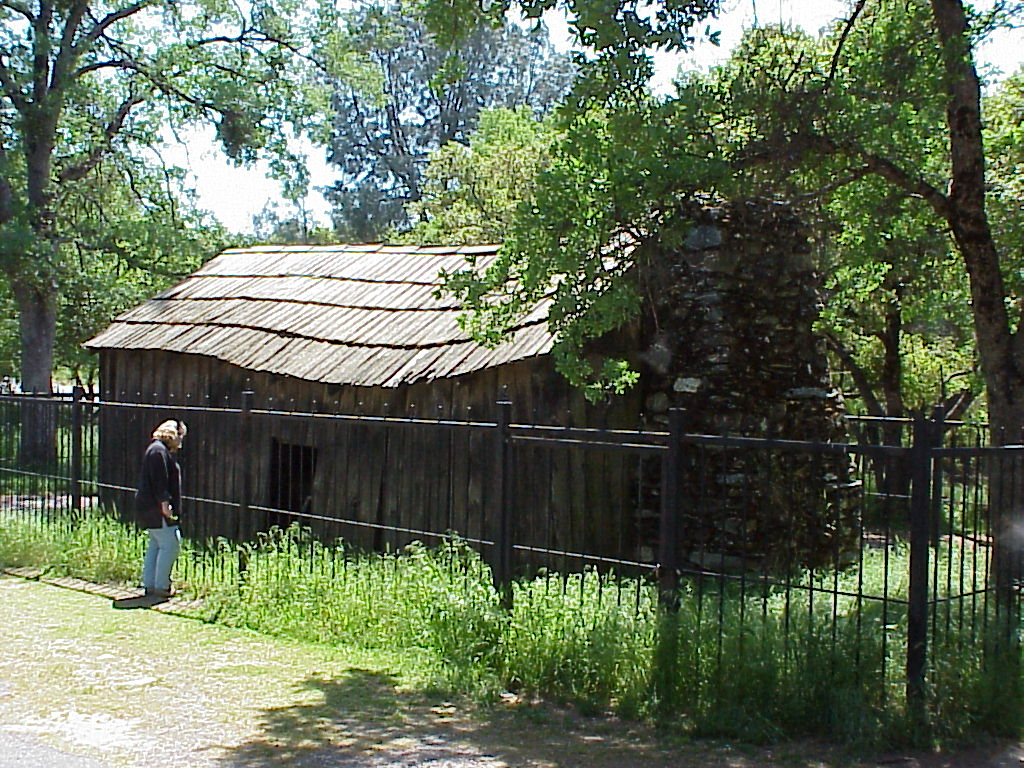
Fotografia atual da cabana em Jackass Hill, Condado de Tuolumne, onde Twain escreveu The Celebrated Jumping Frog of Calaveras County. Preservado, o local foi transformado em marco histórico dos Estados Unidos

Enquanto trabalhava no jornal Territorial Enterprise de Virginia City (Nevada) em 1863, Clemens conheceu o advogado Tom Fitch, um editor do periódico concorrente Daily Union cujo apelido era "orador língua de prata do Pacífico". Posteriormente, ele creditaria Finch por lhe dar sua "primeira lição verdadeiramente eficaz" em termos de escrita. Em 1866, Clemens apresentou sua palestra das Ilhas Sandwich para uma plateia em Washoe City, Nevada. Ele comentou que, "quando comecei a palestrar, e em meus primeiros escritos, meu único objetivo era fazer comédia de tudo que eu via e ouvia". Fitch disse-lhe, "Clemens, sua palestra foi magnífica. Foi eloquente, tocante, sincera. Nunca em toda minha vida ouvi uma peça de narrativa descritiva tão esplêndida. Mas você cometeu um pecado imperdoável — o pecado imperdoável. É um pecado que você não deve cometer nunca mais. Você encerrou uma narrativa eloquente, com a qual susteve seu público a níveis de intenso interesse, com um anticlímax atroz que anulou todo o efeito positivo que havia sido produzido".
O primeiro trabalho de impacto de Twain, o conto The Celebrated Jumping Frog of Calaveras County, foi publicado pelo New York Saturday Press em 18 de novembro de 1865. O texto só foi impresso pelo jornal porque a história chegou tarde demais para ser incluída em um livro com estórias do Velho Oeste que Artemus Ward estava compilando.
Depois desta explosão de popularidade, o Sacramento Union contratou Twain para produzir relatos das viagens que realizava. A primeira jornada que ele empreendeu especificamente para o trabalho foi a bordo do barco a vapor Ajax, em sua navegação inaugural para o Havaí, chamado na época de Ilhas Sandwich. Suas cartas humorísticas formaram a gênese de seu trabalho no jornal San Francisco Alta California, que o designou correspondente itinerante em uma viagem de São Francisco a Nova York pelo Canal do Panamá. Durante todo o tempo Twain escreveu cartas destinadas à publicação, registrando com seu humor burlesco o cotidiano da excursão. Em 8 de junho de 1867, Twain embarcou no navio Quaker City para um cruzeiro de cinco meses. A viagem resultou no livro The Innocents Abroad.
"Este livro é o registro de um passeio. Se fosse o registro de uma solene expedição científica expressaria a gravidade, aquela profundidade, e aquela impressionante incompreensibilidade tão apropriadas a obras do tipo, mesmo assim tão atrativas. Apesar da limitação de ser apenas o registro de um piquenique, tem um propósito, que é sugerir ao leitor como ele veria a Europa e o Oriente se olhasse para eles com seus próprios olhos ao invés dos olhos dos que visitaram aqueles países antes dele. Não tenho pretensão em mostrar a alguém como ele deve procurar por objetos de interesse além mar — outros livros fazem isso, e mesmo se eu tivesse competência para tal, não há necessidade". — Mark Twain, The Innocents Abroad
Em 1872, Twain publicou um segundo livro de viagem, Roughing It, na forma de uma sequência parcial de Innocents. A obra é o relato semifictício da jornada de Twain para Nevada e de sua vida no Velho Oeste, e ironiza a sociedade estadunidense e ocidental da mesma forma que Innocents criticou os países da Europa e do Oriente Médio. O livro seguinte manteve o mesmo foco na sociedade estadunidense, mas voltou-se mais aos aspectos do cotidiano. Intitulado The Gilded Age: A Tale of Today, não foi, ao contrário dos outros livros, um relato de viagens, representando a primeira tentativa do autor em escrever um romance. O livro destaca-se também por ter sido sua única obra escrita em parceria, tendo como co-autor Charles Dudley Warner, vizinho de Twain em Reading.
As duas obras seguintes de Twain foram inspiradas em suas experiências no Rio Mississipi. Old Times on the Mississippi, uma série de rascunhos publicados na Atlantic Monthly em 1875, apresentavam a desilusão do autor com o romantismo, e tornou-se posteriormente o ponto de partida para o livro Life on the Mississippi.

### Tom Sawyer,O Príncipe e o MendigoeHuckleberry Finn

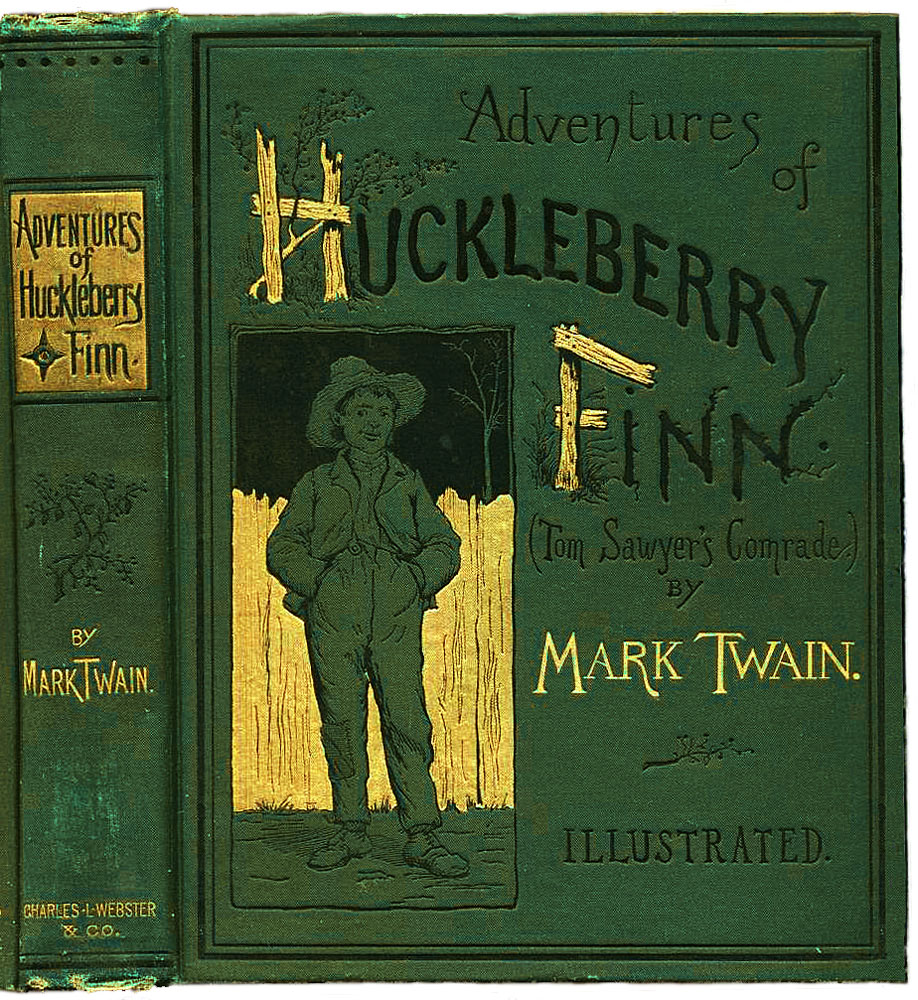
Capa da primeira edição de Adventures of Huckleberry Finn

A próxima publicação de destaque de Twain foi As Aventuras de Tom Sawyer, inspirado em sua juventude em Hannibal. Tom Sawyer foi modelado em Twain quando criança, com traços de dois de seus colegas de escola, John Briggs e Will Bowen. O livro marcou também a primeira aparição do personagem Huckleberry Finn, este baseado em Tom Blankenship, amigo de infância de Twain.
Embora o tema da troca de identidades seja comum no cinema e na literatura atuais, O Príncipe e o Mendigo não foi tão bem recebido quanto o romance anterior. Contando a história de dois garotos nascidos no mesmo dia e que são fisicamente idênticos, a obra envereda para a crítica social quando o príncipe e o mendigo trocam de lugar. O tema permitiu que Twain utilizasse seu vasto conhecimento de história e biografia, dois assuntos que ocupavam muito do seu tempo de leitura, além de refletir sobre as injustiças gritantes da sociedade da época. Mark Twain já começara as Aventuras de Huckleberry Finn (que teve dificuldades em finalizar), e terminara mais um livro de viagens, A Tramp Abroad (Um Vagabundo no Exterior), que detalha sua visita às regiões central e sul da Europa.
A próxima publicação de impacto de Twain, Aventuras de Huckleberry Finn, solidificou sua reputação como escritor. Definido por alguns como o "maior romance americano", o livro tornou-se leitura obrigatória em muitas escolas dos Estados Unidos. Huckleberry Finn foi um desdobramento de Tom Sawyer, apresentando um tom mais sério que seu predecessor. A principal premissa por trás da obra é a fé do jovem Huck Finn em fazer o que ele acredita estar certo, mesmo que seja considerado errado por outros. Quatrocentas páginas foram manuscritas por Twain em meados de 1876, logo depois da publicação de Tom Sawyer. Alguns relatos dão conta que o escritor interrompeu o trabalho por sete anos após este primeiro momento de criatividade, eventualmente terminando o livro em 1883. Outros dizem que Twain escreveu Huckleberry Finn em seguida a The Prince and the Pauper e outros textos de 1880 em diante. De qualquer maneira, perto de concluir o livro, Twain escreveu Life on Mississippi, com suas memórias e novas impressões do Mississippi, o que teria influenciado enormemente seu trabalho em Huckleberry Finn.

### Patriotas e Traidores
Uma redescoberta oportuna de Maria Sílvia Betti. A condição de inegável celebridade de Mark Twain sempre contribuiu, ironicamente, para que seus escritos anti-imperialistas fossem, como ocorre ainda hoje, relativamente desconhecidos e pouco presentes no campo dos estudos literários e historiográficos. Isso se deve à própria história do destino editorial de seu trabalho após sua morte, em 1910. Seria eufemismo falar-se em omissão ou em mero mascaramento da produção relacionada ao tema do imperialismo e das frequentes e veementes referências feitas a ele por Mark Twain, principalmente nos últimos 12 anos de sua vida. O termo correto é censura, e a posição de destaque que o autor ocupa no cânone literário estadunidense atesta este aspecto, tornando-o inequívoco sobretudo a partir do minucioso levantamento que vem sendo realizado, há cerca de dez anos, por Jim Zwick, pesquisador e professor estadunidense da Syracuse University a quem se devem as edições críticas e os estudos historiográficos utilizados como base para esta edição. Não há muitos outros escritores na literatura estadunidense a terem alcançado a popularidade de Mark Twain, seja entre a crítica em geral, seja no setor editorial e na indústria da cultura. Homem de múltiplos talentos, Twain foi humorista, ficcionista, jornalista, conferencista, empreendedor comercial, contista e, acima de tudo, crítico das mudanças sociais registradas nos Estados Unidos no período compreendido entre o final da Guerra de Secessão, em 1865, e o início do século XX".
“Eu me recuso a aceitar que a águia crave suas garras em outras terras”, disse Mark Twain em entrevista, comentando a tomada das Filipinas pelo exército estadunidense, referindo-se a um dos símbolos mais conhecidos do país do Norte. Nada podia sintetizar melhor a natureza de seu pensamento, em que as considerações políticas estão inextrincavelmente imbricadas com a ética. Tornou-se ele um militante acendrado contra todos os imperialismos do fim do século XIX e do começo do XX, inclusive o que partia do próprio país natal. Escreveu, deu conferências, publicou relatos de viagens, deu entrevistas incansavelmente sobre o tema a partir da tomada de Cuba pelos estadunidenses em 1898. Foi duramente atacado por isso, considerado traidor de sua pátria e não poucas vezes teve de se defender pelos jornais. Houve até casos de censura de seus escritos, e isso quando ele já era autor consagrado e dos mais conhecidos e louvados no mundo inteiro.
"Cidadania? Não temos cidadania! Em lugar dela, ensinamos o patriotismo, de que Samuel Johnson dizia, já há 140 ou 150 anos, ser o último refúgio do canalha — e eu sei que ele estava certo. Lembro-me de que quando era menino ouvi repetida muitas e muitas vezes a frase ‘Minha Pátria, certa ou errada, minha Pátria’. Uma ideia absolutamente absurda.". "Quanto à bandeira da província filipina, é um problema de fácil solução. Faremos uma bandeira especial — como já fazem os estados: será igual à nossa bandeira, com as listas brancas tingidas de preto e as estrelas substituídas pelo crânio e as tíbias cruzadas".

### Últimos trabalhos
Depois de publicar suas obras mais conhecidas, Twain passou a focar sua atenção em seus investimentos na tentativa de manter uma fonte de renda estável devido às dificuldades cada vez mais crescentes que enfrentava em seus projetos literários. Ele dedicou bastante atenção à publicação das memórias de Ulysses S. Grant pela editora Charles L. Webster & Company, que ele mantinha com Charles L. Webster, sobrinho de Olivia. Nesse ínterim, ele encontrou tempo para escrever "The Private History of a Campaign That Failed" para a revista Century Magazine, um artigo detalhando seu envolvimento de duas semanas com uma milícia Confederada durante a Guerra Civil Americana.
Sua próxima obra de expressão, Pudd'nhead Wilson, foi escrita de forma apressada, enquanto Twain tentava desesperadamente salvar-se da falência. De 12 de novembro a 14 de dezembro de 1893, ele escreveu 60 000 palavras para o romance. Os críticos apontaram a finalização precipitada como motivo da desorganização da obra, com suas interrupções constantes na continuidade do enredo. Foram também traçados paralelos entre este livro e os problemas financeiros de seu autor, particularmente no que concerne ao desejo de escapar das dificuldades presentes e transformar-se em uma pessoa diferente.
Em seguida Twain escreveu um romance biográfico sobre a heroína francesa Joana D'Arc, seu último romance e o mais sério, menos satírico de todos, publicado em folhetim em 1895 e em livro no ano seguinte, intitulado Personal Recollections of Joan of Arc, by the Sieur Louis de Conte (Recordações Pessoais da Joana D'Arc, pelo Sieur Louis de Conte, que nas traduções portuguesas costuma se intitular simplesmente Joana D’Arc).
O último trabalho de Twain foi sua autobiografia, ditada por ele a uma secretária em forma não linear ou cronológica. Alguns arquivistas e compiladores rearranjaram a obra para que ela tomasse um formato mais convencional, eliminando dessa forma muito do humor de Twain e da fluidez do livro. O primeiro volume da autobiografia, com mais de 700 páginas, foi publicado pela Universidade da Califórnia em novembro de 2010, atendendo ao desejo do escritor de que o livro só fosse lançado 100 anos após sua morte. Sucesso inesperado, fez de Twain um dos poucos detentores de best-sellers publicados nos séculos XIX, XX e XXI.